# Marcy Walker
 (août 2025).
Motif : aucune sources secondaires centrées
- Archive Wikiwix
- Bing
- Cairn
- DuckDuckGo
- E. Universalis
- Gallica
- Google
- G. Books
- G. News
- G. Scholar
- Persée
- Qwant
- (zh) Baidu
- (ru) Yandex
- (wd) trouver des œuvres sur Wikidata

| 1. | Préciser le motif de la pose du bandeau. | Précisez le motif de la pose du bandeau en utilisant la syntaxe suivante : {{admissibilité à vérifier\|date=août 2025\|motif=remplacez ce texte par le motif}}                    |
| 2. | Informer les utilisateurs concernés.     | Pensez à avertir le créateur de l'article, par exemple, en insérant le code ci-dessous sur sa page de discussion : {{subst:avertissement admissibilité à vérifier\|Marcy Walker}} |

Pour les articles homonymes, voir Walker.
Marcy Lynn Walker est une actrice américaine de soap opera, née le 26 novembre 1961 à Paducah dans le Kentucky. Son rôle le plus célèbre est celui d'Eden Capwell dans le feuilleton Santa Barbara, où elle joue auprès de Robin Wright (sa sœur dans la série) ou d'A. Martinez (Cruz Castillo).

## Biographie
Elle est née à Paducah dans le Kentucky, mais elle a grandi à Lancaster en Californie. Elle a été diplômée de Antelope Valley High School en 1978 après trois ans d'études.
En 1981, elle débute dans La Force du destin, feuilleton dans lequel elle interprète le rôle de Liza Colby jusqu'en 1984. Viendra ensuite le rôle d'Eden Capwell dans la série Santa Barbara. En 1993, elle intègre le casting de Guiding Light dans le rôle de Tangie Hill. En 1995, elle reprend le rôle de Liza dans La Force du destin jusqu'en 2004. Marcy Walker a été mariée à cinq reprises. Son troisième mari était le caméraman Stephen Collins, avec lequel elle a eu un fils, Taylor. Depuis, elle s'appelle Marcy Smith et s'occupe d'une œuvre caritative. Elle a aujourd'hui arrêté la télévision.

## Filmographie

### Cinéma
- 1985 : Hot Resort : Franny
- 1994 : Talking About Sex : Rachel Parsons

### Télévision
- 1980 : Life on the Mississippi (Téléfilm) : Emmeline
- 1981-1984 : La force du destin (All My Children) (série télévisée) : Liza Colby Chandler
- 1984-1991 : Santa Barbara (série télévisée) : Eden Capwell Castillo
- 1988 : The Return of Desperado (Téléfilm) : Caitlin Jones
- 1990 : Perry Mason (Téléfilm) : Marie Ramsey
- 1990 : Bar Girls (Téléfilm) : Melanie Roston
- 1990 : Bébés (Babies) (Téléfilm) : Cindy
- 1991 : Palace Guard (série télévisée) : Christy Cooper
- 1992 : Midnight's Child (Téléfilm) : Kate
- 1992 : Overexposed (Téléfilm) : Ann Demski
- 1993 : Nicky's Game (Téléfilm) : Maxine Clift
- 1993-1995 : Haine et Passion (The Guiding Light) (série télévisée) : Tangie Hill
- 1995-2004 : La force du destin (All My Children) (Série TV) : Liza Colby Chandler
- 1995 : Terror in the Shadows (Téléfilm) : Rebecca / Christine
- 1996 : Détournement du bus CX-17 (Sudden Terror: The Hijacking of School Bus) (Téléfilm) : Lt. Kathy Leone